# Shadow of Memories
Shadow of Memories (シャドウ・オブ・メモリーズ, en japonais), connu sous l'appellation Shadow of Destiny en Amérique du Nord, est un jeu vidéo d'aventure développé et édité par Konami, sorti en 2001 sur la console PlayStation 2. Le jeu a été adapté sur Windows et Xbox en 2002. Il a été écrit et dirigé par la conceptrice Junko Kawano.

## Trame

### Synopsis
Avril 2001, 14h30. Eike Kusch est brutalement assassiné dans la rue par un inconnu. Guidé par un mystérieux personnage, Eike obtient la possibilité de modifier son destin en voyageant dans le temps. Mais pour espérer sauver sa vie, il doit comprendre qui cherche à l'assassiner et qui lui offre cette seconde chance. Parviendra-t-il à ses fins sans modifier la destinée de son prochain ?

### Personnages
Eike Kusch est le personnage principal du jeu. C'est un être solitaire. Assassiné dès les premières minutes de jeu, il doit affronter le destin.
Lors de sa rencontre avec Margaret, il l'a défendue et la deuxième fois qu'il l'a voit, lui raconte des choses sur le présent. 
Dans la fin C, il meurt, et dans la fin D, il reste avec Margaret et Dana.Dans la fin F il se révèle être en fait le Dr Wagner ayant demandé la jeunesse éternelle à 
Homunculus qui lui efface la mémoire après que celui ci ait essayé de le duper. On remarque d'ailleurs qu'Eike ne touche jamais le Dr Wagner dans les cutscenes, car sinon il effacerait sa propre existence (un exemple avec le game over dans le café quand eike entre en contact avec lui même. Ça créer un paradoxe temporel, ce qui entraîne un game over). 
Dana est une serveuse qu'Eike rencontre au début du jeu. Dans le chapitre 2, elle se retrouve accidentellement téléportée avec Eike. Le chapitre 8 nous apprend (si on a vu l'enfant de Eckart se faire enlever par Homunculus au chapitre 6) qu'elle est la fille du Docteur Wagner que Homunculus a ramenée, bébé, à l'époque moderne : c'est pour cela qu'elle se sentirait bien en 1580 aux dires de Homunculus. Dans la fin E, elle revient dans le présent.
Margaret Wagner est une jeune fille qu'Eike rencontre lors de l'un de ses voyages dans le temps. Il est amené à la défendre quand elle est victime de trois mégères qui n'aiment pas sa façon de s'habiller. Elle ressent des sentiments profonds pour Eike. Le chapitre 8 nous apprend (si on a vu l'enfant de Eckart se faire enlever par l'Homunculus au chapitre 6) qu'elle est la fille de M. Eckart, Homunculus l'ayant échangée avec Dana qui est la fille de Wagner : Parce que Homunculus veut faire penser à Eike qu'elle pourrait être son ancêtre (c'est pour la protéger et se protéger de Hugo). C'est pour cela qu'elle se sentirait bien en 2001 aux dires de l'Homunculus. Elle se passionne pour le présent lors de la 2nde visite de Eike dans son époque. Tant que la fin F n'est pas connue on peut penser qu'elle soit une des ancêtres de Eike. Dans la fin A, elle décide de rester avec Eike dans le présent et est adoptée par M. Eckart. Dans la fin B M. Eckart la sauve et reconnait sa fille.
Homunculus est un être mystérieux qui aide Eike et le ramène à la vie à chaque fois qu'il meurt. Il fait disparaitre Hugo dans la fin A et on découvre à la fin qu'il s'est servi de Eike. Il meurt dans la fin A et on retrouve la pierre philosophale dans un arbre, apparu à l'endroit même de sa mort. 
Eckart Brum est le directeur du musée dans lequel Eike a l'habitude de se rendre. Le chapitre 8 nous apprend (si on a vu l'enfant de Eckart se faire enlever par Homunculus au chapitre 6) que Margaret Wagner est la fille d'Eckart. Dans la fin, Eckart adopte Margaret. Dans le chapitre 7, il tente de tuer Eike mais regrette son geste et avoue la vérité au jeune homme.
La diseuse de bonne aventure est une étrange femme qui prédit à Eike l'heure de sa mort. Dans la fin A, elle avoue qu'elle est Helena, la mère de Margaret et Hugo, décédée de maladie.
Hugo est le petit frère de Margaret. Lors de l'arrivée de Eike, il taquine sa sœur disant qu'Eike ne s'intéresse pas à elle. Il a manipulé M. Eckart en lui disant que s'il tuait Eike il lui rendrait sa fille en échange. La fin révèle qu'il est l'assassin de Eike. Il meurt dans la fin B trompé par Homunculus.
Alfred Brum est l'un des ancêtres de M. Eckart. Il vit avec sa fille, Sybilla, et son fils qui vient de naître.
Sybilla est la fille d'Alfred Brum. Après la mort de sa mère, elle s'occupe de son petit frère et de la maison. Eike lui offre un chat au chapitre 5.
Le Dr. Wagner est père de Dana et Hugo, mais élève Margaret en pensant que c'est sa fille. C'est un alchimiste à qui Eike doit apporter la pierre philosophale.
Miriam Brum était la femme de M. Eckart, décédée. Eike a l'occasion de la sauver dans le chapitre 6, auquel cas elle apparaît dans le chapitre suivant.
Oleg Franssen est un réalisateur de films qui a été impressionné par le don de Eike en 1979. Lorsqu'il le retrouve en 1980, il lui demande comment devrait être son prochain film. Eike a le choix mais ne devrait pas prendre l'homme qui médite car c'est un mauvais film. Lorsque Eike tente de ne pas se faire arrêter pour le meurtre de Miriam, il décide de faire un film sur les événements.

### Chapitres
Dans chaque chapitre (sauf le dernier), Eike est amené à mourir :
- Prologue : Eike meurt poignardé.
- Chapitre 1 : Eike meurt dans un incendie.
- Chapitre 2 : Eike meurt avec une aiguille plantée dans le dos.
- Chapitre 3 : Eike meurt avec un vase qui lui tombe dessus.
- Chapitre 4 : Eike est de nouveau poignardé.
- Chapitre 5 : Eike meurt empoisonné.
- Chapitre 6 : Eike meurt renversé par une voiture.
- Chapitre 7 : Eike meurt après une chute.
- Chapitre 8 : Eike ne meurt pas dans ce chapitre.

## Système de jeu
La caméra est à la troisième personne, il faut diriger Eike comme dans un jeu d'aventure. Le but du jeu est de passer l'heure fatidique en utilisant des objets clés obtenus préalablement par des PNJ (personnages non jouables). À la fin de chaque chapitre apparaît un pourcentage indiquant le taux de d'exploration accompli, la moindre interaction va influencer ce taux, mais pas seulement, le joueur peut agir sur le déroulement du scénario, suivant les réponses qu'il donne aux PNJs et les décisions qu'il prend. De ce fait, il y a toujours plusieurs façons de résoudre une situation. Le jeu comporte ainsi 5 fins différentes.
Eike dispose d'un Z-PAD qui lui permet de naviguer dans 4 époques différentes afin de modifier le passé et de ce fait le futur.